# カワイコ金魚ちゃん
『カワイコ金魚ちゃん』（カワイコきんぎょちゃん、原題：Filet Meow）は、「トムとジェリー」の作品の一つ。1966年製作。製作はチャック・ジョーンズ。

## スタッフ
- 製作 - チャック・ジョーンズ
- 脚本 - ボブ・オーグル
- 作画 - ケン・ハリス、ベン・ワーシャム、ドン・トウスリー、ディック・トンプソン、トム・レイ
- レイアウト - ロバート・ギブンス、ドン・モーガン
- 背景 - フィリップ・デ・ガード
- デザインコンサルタント - モーリス・ノブル
- プロダクションスーパーバイザー - レス・ゴールドマン
- プロダクションマネージャー - アール・ジョーンズ
- 音楽 - ディーン・エリオット
- 監督 - エイヴ・レヴァイトー

## 作品内容
金魚鉢で飼われていたメスの金魚がトムに食べられそうになっていたところをジェリーが見事に助け出す。一方、金魚が諦めきれないトムは、手斧とゴミバケツで武装し再戦に挑むも再度ジェリーに返り討ちにされてしまう。
まるで隙がないジェリーの監視を掻い潜りつつ金魚を捕まえる手段を考えたトムは、金魚鉢の底とテーブルに細工を施し、そこにホースを繋げる。口で金魚を吸い上げようとしたのだ。吸い込まれかけた金魚を間一髪で救出したジェリーだが、姑息な手段で金魚を狙うトムを懲らしめようと作戦を練る。
その頃、完全に浸水した地下室にてトムはグロッキーになりながらも未だ金魚目当てに「排水作業」を続けていた。ようやく「魚」を吸い出せられたと思えば、それは金魚とは大違いの巨大なサメ。ジェリーがペットショップから満杯の浴槽まで取り寄せたのだ。トムはサメに毛皮を剥ぎ取られたのも構わず一目散に逃げ去って行った。
邪魔者が消えたところでジェリーは改めて金魚と愛し合おうとする。ところが無理やり鉢に入り込んだサメに金魚を横取りされてしまい、ジェリーもまたトムの後を追うように泳ぎ去って行くのだった。

## 登場キャラクター
トム
あらゆる手段で金魚を捕まえ食べようとするが、ジェリーに返り討ちにされてしまう。最後はジェリーの策略にはまってサメに襲われ、裸のまま家を飛び出した。
ジェリー
一目惚れした金魚を守ろうと食べようとするトムをあの手この手で撃退する。やがてトムがホースを使って金魚を吸い寄せようと企むのがわかると、ホースを浴槽につなぎ替えてお湯を張り、ペットショップからサメを呼び込む。トムを追い払うことに成功するも、最後はそのサメが金魚と仲良くなってしまい、驚いて逃げ去った。
金魚
トムの家で飼われている雌の金魚。トムに食べられそうになると泡を吐いてジェリーに助けを求め、トムを撃退したジェリーに感謝。これがきっかけでジェリーと意気投合するが、最後はジェリーが呼び寄せたサメと仲良くなってしまう。
サメ
ペットショップの水槽付きトラックに乗せられてトムの家にやって来た。浴槽につながったホースでトムに吸い寄せられ、やがてホースを自ら突き破ってトムの尻尾に噛みつき毛皮を脱がす。最後は自ら金魚鉢に侵入してジェリーを驚かし、金魚と相思相愛になる。
ゴミ収集車の運転手
中にトムが入っているゴミ箱のゴミをトムもろとも収集車に積んだ。